# 우메오 대학교

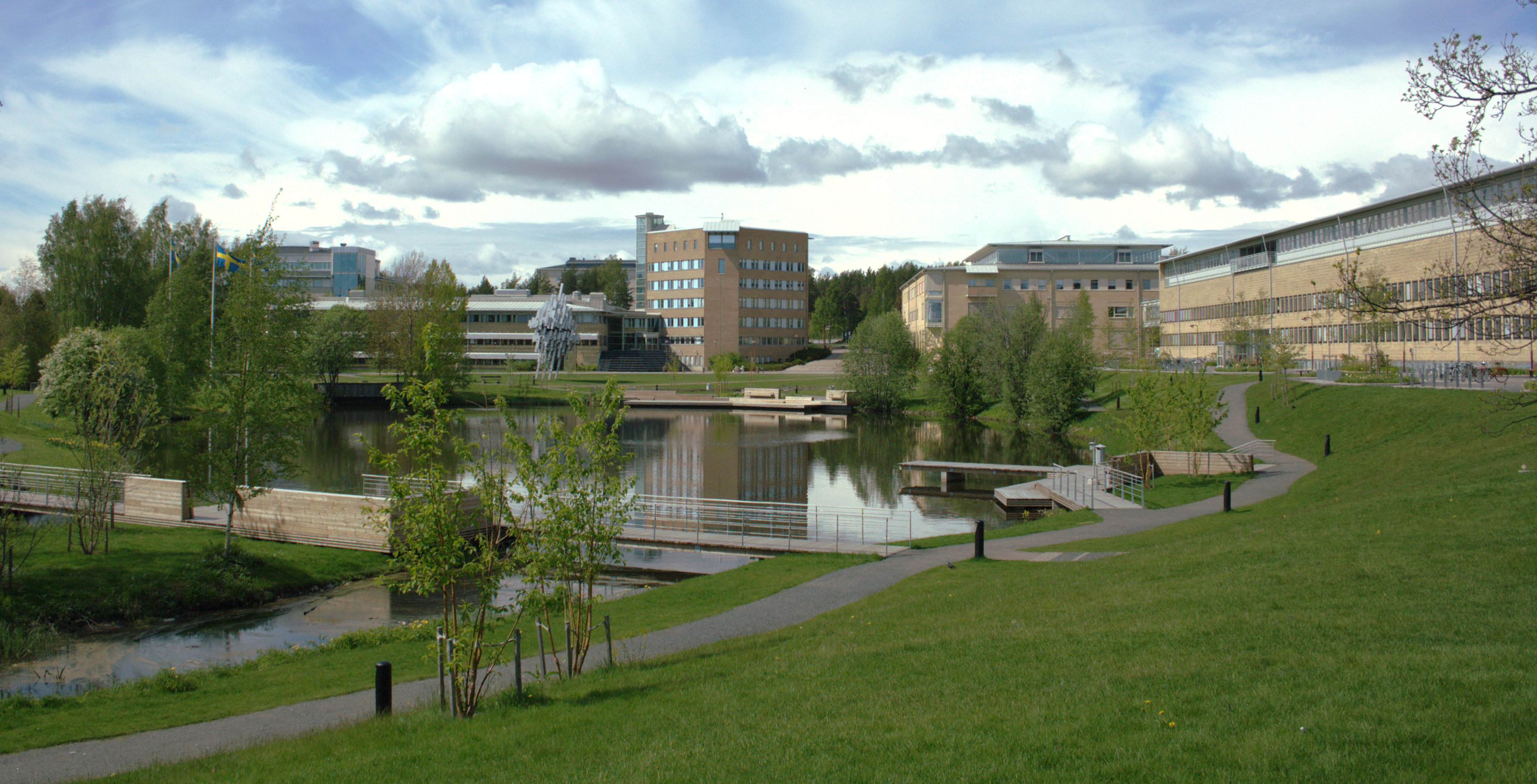

우메오 대학교(스웨덴어: Umeå universitet)는 스웨덴 우메오에 소재한 대학교이다.